# John Eccles (kompozytor)
John Eccles (ur. w 1668 w Londynie, zm. 12 stycznia 1735 w Hampton Wick)   – angielski kompozytor okresu baroku.
W 1693 został stałym kompozytorem w Theatre Royal przy Drury Lane i w krótkim czasie stał się jednym z najpopularniejszych londyńskich kompozytorów teatralnych . Gdy w 1695 czołowi aktorzy Theatre Royal wystąpili przeciwko tyranii jego dyrektora Johna Richa i pod kierownictwem Thomasa Bettertona założyli Lincoln's Inn Fields Theatre, Eccles dołączył do nich i został dyrektorem muzycznym nowego teatru . Jako kompozytor muzyki dla londyńskich teatrów był aktywny przez 20 lat .
W 1694 został członkiem King’s Band of Music, a w latach 1700–1735 pełnił funkcję Master of the King′s Music, komponując utwory okolicznościowe na potrzeby dworu królewskiego .
Tworzył muzykę teatralną, muzykę ceremonialną dla dworu i wiele pieśni. Miał tytuł muzyka królewskiego (musician-in-ordinary to the king). Skomponował liczne ody dla Wilhelma III.
Do jego dzieł należą opery-masque, m.in. The Judgement of Paris („Sąd Parysa”) do tekstu Williama Congreve, wystawiona w Drury Lane w 1701 oraz Semele, z librettem również William Congreve’a, ukończona w 1707, jednak nigdy nie wystawiona. Skomponował muzykę do głośnej komedii Congreve’a  The Way of the World, wystawionej w Londynie w 1700). Razem z Henrym Purcellem stworzył The Comical History of Don Quixote (1694). Dużą popularność zyskał wydany w 1710 zbiór jego ok. 100 pieśni napisanych do przedstawień teatralnych  .